# Dorsum Nicol
Il Dorsum Nicol è una catena di creste lunari intitolata al fisico e geologo scozzese William Nicol nel 1976. Si trova nel Mare Serenitatis e ha una lunghezza di circa 40 km.